# Hospital Velho
Hospital Velho és una localitat de São Tomé i Príncipe. Es troba al districte de Pagué, al nord de l'illa i Regió Autònoma de Príncipe. La seva població és de 287 (2008 est.). Es troba a l'est de Santo António i prop de la badia de Santo António. El seu nom fa referència a un antic hospital que era situat a la localitat.

## Evolució de la població
| 2001 | 2008 |
| 252  | 287  |